# ひまわりベンチャー育成基金
公益財団法人ひまわりベンチャー育成基金（ざいだんほうじん ひまわりベンチャー いくせいききん）とは、千葉県のベンチャー企業の支援を目的とする公益財団法人。千葉銀行が基本財産の全額を出捐している。

## 概要
千葉県のベンチャー企業設立、育成の為の資金（助成金、家賃補助金）を提供する他、千葉県の経済産業関係の調査や情報提供を行っている。
1998年（平成10年）10月26日に設立され、基本財産6億円は全て千葉銀行が出捐している。この他、協賛企業として千葉県内に本社、拠点を置く有力企業、オリエンタルモーター、オリエンタルランド、キッコーマン、京成電鉄、セイコーインスツル、千葉製粉、千葉トヨペット、ちばぎん証券、塚本總業、南総通運、日本興亜損害保険、東日本電信電話、双葉電子工業、山崎製パン、ユアサ・フナショクが加わっている。
理事長は千葉銀行頭取の佐久間英利（2013年6月現在）